# Suzuki Jimny
La Suzuki Jimny è una piccola autovettura fuoristrada prodotta dalla casa automobilistica Suzuki dal 1998. Inizialmente ha affiancato, per poi sostituire completamente, la Suzuki Samurai.
La nomenclatura Jimny venne adottata in alcuni mercati (come per esempio quello giapponese) come nome commerciale per le Suzuki LJ10 e Suzuki SJ, introdotte rispettivamente nel 1970 e nel 1981.

## Profilo e contesto
La Suzuki Jimny è stata inizialmente offerta in due modelli: berlina e, a partire dal 1999, cabriolet, caratterizzata da un tetto in tela. Nel 2009, con la fine della produzione della versione cabriolet, il modello rimase disponibile esclusivamente nella variante berlina fino al 2018, anno in cui fu sostituito dalla quarta generazione. 

## Storia ed evoluzione
La Suzuki Jimny è stata presentata come erede della Suzuki Samurai, dalla quale ha ereditato la compattezza e la mobilità in fuoristrada, anche impegnativo.

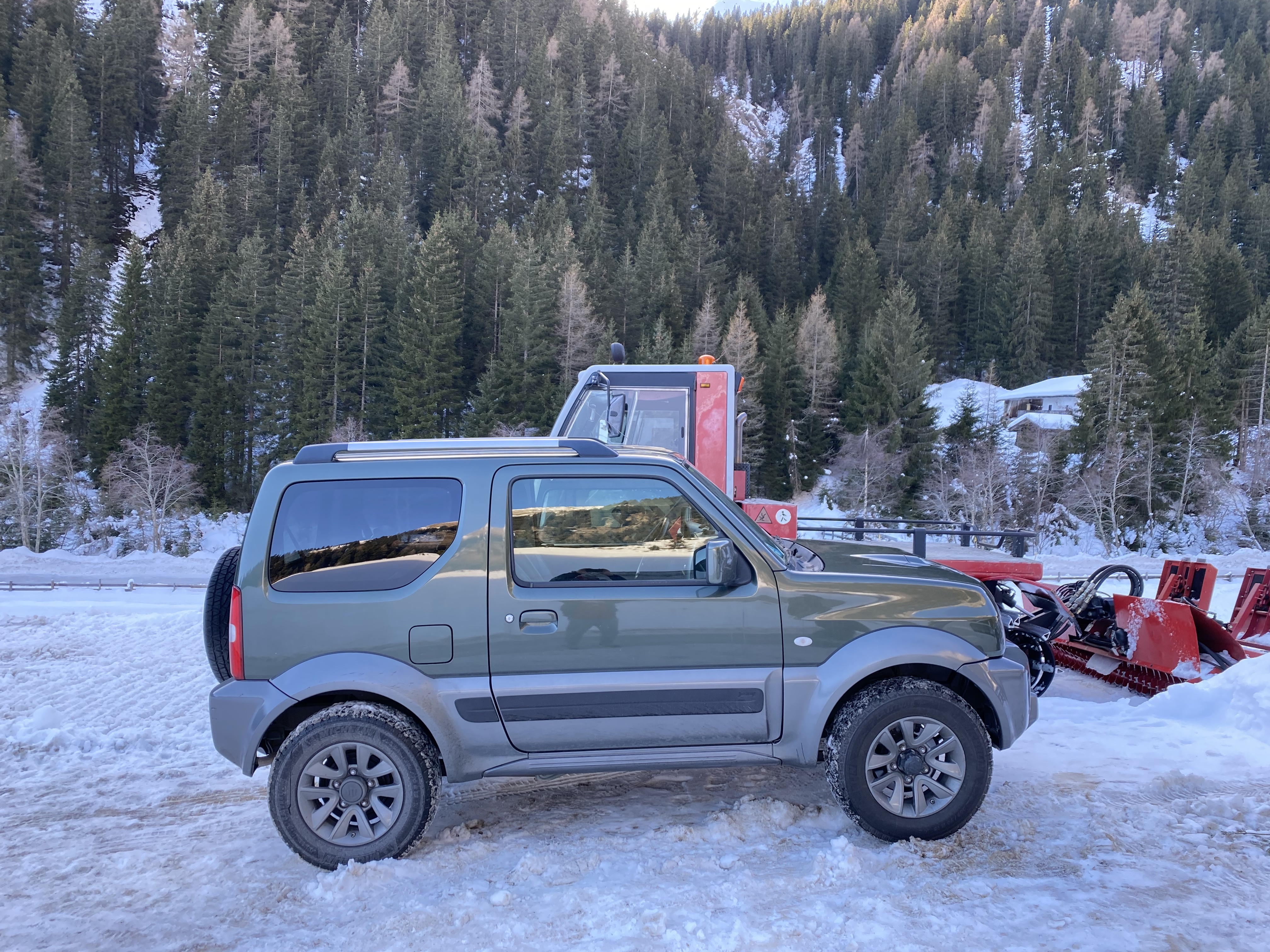
Suzuki Jimny del 2015

Le novità, oltre alle motorizzazioni differenti, riguardano le sospensioni.
Si è infatti passati dal classico schema a balestre a ponte rigido ad un più moderno e sofisticato schema a molle elicoidali a ponte rigido, ereditato da una versione prodotta in pochi esemplari dal 1997 a 1999 della Suzuki Samurai e denominata "Suzuki Samurai Coily" quali prototipi della Suzuki Jimny.
Questo ha permesso di migliorare sensibilmente il comfort di marcia e l'escursione in casi estremi (fuoristrada impegnativo).
Nel 2012 debutta la versione rinnovata denominata Evolution e, nel 2015, arriva il primo modello dotato di ESP, TPMS e GSI nonché Euro 6.

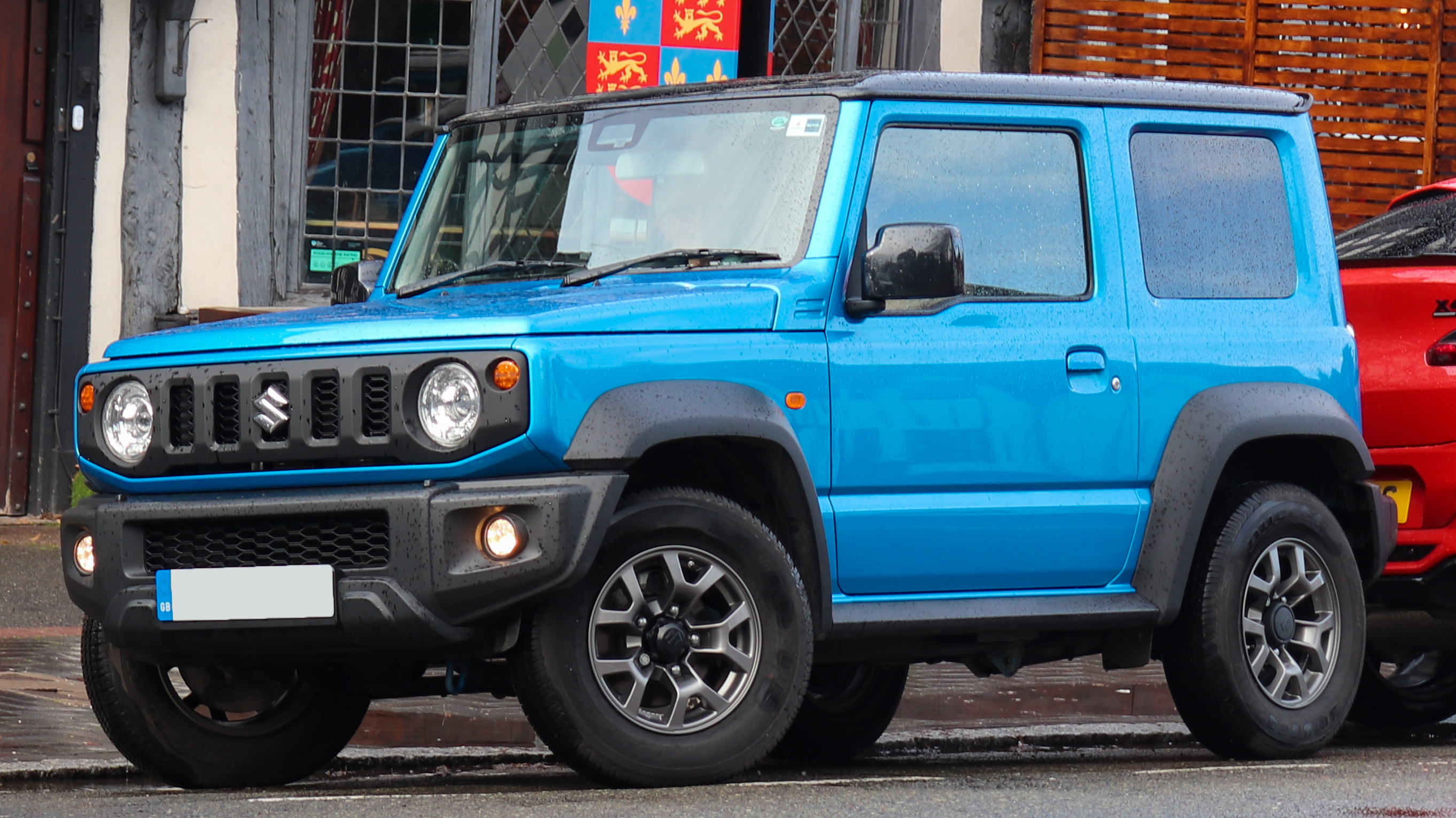
Suzuki Jimny del 2019

Nel 2018 viene presentata al Salone di Parigi la nuova generazione, ma dal 2020 viene cessata la vendita nel mercato europeo della versione omologata come autovettura a causa delle restrizioni (presenti solo in UE) sulle emissioni ambientali, costringendo Suzuki a fornire prima un ristretto lotto di vetture e poi, a causa del successo di vendita, raggirare tali restrizioni producendo una versione omologata come autocarro a due posti.

## Motorizzazioni
Le motorizzazioni con cui la terza generazione della Suzuki Jimny fu proposta sul mercato erano le seguenti (i valori si riferiscono alla sola versione berlina):
| Modello  | Disponibilità    | Motore  | Cilindrata (cm³) | Potenza       | Coppia Massima (Nm) | Emissioni CO2 (g/Km) | 0–100 km/h (secondi) | Velocità max (Km/h) | Consumo medio (Km/l) |
| -------- | ---------------- | ------- | ---------------- | ------------- | ------------------- | -------------------- | -------------------- | ------------------- | -------------------- |
| 1.3 VVT  | dal 1998 al 2001 | Benzina | 1298             | 80 CV (59 Kw) | 104                 | n.d.                 | 16.0                 | 140                 | 12.5                 |
| 1.3 VVT  | dal 2000 al 2005 | Benzina | 1328             | 82 CV (60 Kw) | 110                 | 184                  | 16.0                 | 140                 | 12.2                 |
| 1.3 VVT  | dal 2005 al 2011 | Benzina | 1328             | 85 CV (63 Kw) | 110                 | 171                  | 16.0                 | 140                 | 13.7                 |
| 1.3 VVT  | dal 2010 al 2018 | Benzina | 1328             | 85 CV (63 Kw) | 110                 | 162                  | 16.0                 | 140                 | 14.1                 |
| 1.5 DDiS | dal 2004 al 2005 | Diesel  | 1461             | 65 CV (48 Kw) | 160                 | 162                  | 18.0                 | 135                 | 16.4                 |
| 1.5 DDiS | dal 2005 al 2011 | Diesel  | 1461             | 86 CV (63 Kw) | 200                 | 162                  | 17.0                 | 145                 | 16.4                 |

La motorizzazione con cui la quarta generazione della Suzuki Jimny fu proposta sul mercato con omologazione M1 (autoveicolo) sia con cambio manuale che con cambio automatico era la seguente:
| Modello | Disponibilità    | Motore  | Cilindrata (cm³) | Potenza        | Coppia Massima (Nm) | Emissioni CO2 (g/Km) | 0–100 km/h (secondi) | Velocità max (Km/h) | Consumo medio (Km/l) |
| ------- | ---------------- | ------- | ---------------- | -------------- | ------------------- | -------------------- | -------------------- | ------------------- | -------------------- |
| 1.5 VVT | dal 2018 al 2021 | Benzina | 1462             | 102 CV (75 Kw) | 130                 | 154                  | 13.5                 | 145                 | 14.7                 |
| 1.5 VVT | dal 2018 al 2021 | Benzina | 1462             | 102 CV (75 Kw) | 130                 | 170                  | 14.0                 | 140                 | 13.3                 |